# Capriol Suite
 (juillet 2023).
Si vous disposez d'ouvrages ou d'articles de référence ou si vous connaissez des sites web de qualité traitant du thème abordé ici, merci de compléter l'article en donnant les références utiles à sa vérifiabilité et en les liant à la section « Notes et références ».
La Capriol Suite est une suite de danses composées en octobre 1926 par Peter Warlock et est considérée comme l'une de ses œuvres les plus populaires.

## Composition
Initialement composée pour piano à quatre mains, Warlock l'a ensuite réécrite pour orchestre à cordes et pour orchestre symphonique.
Selon le compositeur, il était basé sur des airs de l'Orchésographie de Thoinot Arbeau, un manuel de danses de la Renaissance. Néanmoins, le biographe de Warlock, Cecil Gray, a écrit que « si l'on compare ces airs avec ce que le compositeur en a fait, on verra qu'à toutes fins utiles, ils peuvent être considérés comme une œuvre originale ». Exception faite du thème du deuxième mouvement (la Pavane en sol mineur) qui est basé entièrement sur un branle.
L'œuvre est dédiée au compositeur breton Paul Ladmirault.

## Analyse
Les mouvements individuels sont très brefs, une représentation de la suite dure environ 10 minutes. La suite se compose de six mouvements :
1. Basse-Danse, Allegro moderato, ré mineur
2. Pavane, Allegretto, ma un poco lento, sol mineur
3. Tordion, Con moto, sol mineur
4. Bransles, Presto, sol mineur
5. Pieds-en-l'air, Andante tranquillo, sol majeur
6. Mattachins (danse de l'épée), Allegro con brio, fa majeur